# GeoGuessr
A GeoGuessr egy böngészőalapú földrajzi játék, amelyben a játékosoknak a Google Utcakép képei alapján kell kitalálniuk helyszíneket. A játék többféle játékmóddal rendelkezik, köztük egyjátékos és többjátékos bajnokságokkal, illetve egyjátékos kampánnyal. A játékot 2013-ban indította el Anton Wallén, és 2020-ig viszonylag kis, de aktív játékosbázist tudhatott magáénak, amikor a COVID-19 világjárvány és a közösségi média sok új játékos beáramlását hozta. 2024 februárja óta előfizetés szükséges a játékhoz.
A játékot a földrajzoktatás eszközeként jellemzik: a játékosok olyan globális földrajzi és kulturális jellemzőket tanulhatnak meg és azonosíthatnak, mint az írásrendszerek, az építészet, a jobb- és baloldali közlekedés, a zászlók, a forgalmi rendszámok, a tájak és a növényvilág.

## Játékmenet

### Játékmódok
A „klasszikus térképes” GeoGuessr játékmód öt fordulóból áll, amelyek mindegyike egy másik utcaképi helyszínt jelenít meg, amelyet a játékosnak egy térképen kell kitalálnia. A játékos ezután 0-tól 5000 pontig terjedő pontszámot kap, attól függően, hogy mennyire volt pontos a tippje. Tökéletes játék esetén 25 000 pont is elérhető. A játékok állhatnak játékosok által kiválasztott vagy véletlenszerűen generált helyszínekből.
A játékmódok közé tartoznak:
- Párbajok (Duels), két játékos egymás elleni párharcával. Ebben a játékmódban jelenleg mindkét játékos 6000 életerő pontszámról indul, a játékot fordulólimit nélkül játsszák, a későbbi körökben egyre magasabb pontszám szorzókkal és az a játékos nyer, aki ellenfele életerejét előbb lenullázza.
- Csapatpárbajok (Team Duels), a Párbajok egy változata, ahol két játékosból álló csapatok küzdenek egymás ellen
- Klasszikus térképek (Classic Maps), egy egyjátékos mód, ahol az egyes országok megismeréséért érmek járnak
- Közösségi térképek (Community Maps), szintén egyjátékos játék, ahol a játékos más játékosok által létrehozott egyedi térképeken küzdhet minél magasabb pontszámért
- Battle Royale, egy több játékos közül egy győztesig menő játék. A játékmódon belül két változat van, az egyikben a helyes országot kell eltalálni (Countries), a másikban pedig a valós helyszíntől való távolság alapján esik ki minden körben a legtávolabbra tippelő játékos (Distance).
- Sorozatok (Streaks), ahol a játékos országokat vagy amerikai államokat azonosíthat egészen addig, amíg egyszer rosszul nem tippel
- Kampány (Campaign), ahol a játékos utazásai során bejárhatja a világot és annak különböző városait, miközben tippeket gyűjt, amelyek segítenek bizonyos országok beazonosításában

2022-ben a GeoGuessr felvásárolta a Seterra nevű földrajzi kvízoldalt, és bevezetett egy kvíz módot, amely a szokásos utcakép játékmenetet kvízkérdésekkel kombinálja.

### Kezelőfelület
A játékosok játék közben a Google Utcakép képeit, egy iránytűt és a jobb alsó sarokban egy kis méretű Google Térképet láthatnak. A felhasználók irányíthatják az utcakép mozgását, pásztázását és zoomolását, de a GeoGuessr lehetővé teszi, hogy a nehezebb játékmenet érdekében bármelyik funkciót kikapcsolják. A Google Térkép szabványos megjelenését használó beillesztett térkép lehetővé teszi a játékosok számára, hogy azon egy tűt helyezzenek el tippjük rögzítéséhez.
Egyes játékmódokban és a profi GeoGuessr versenyekben a kezelőfelület szempontjából három főbb játékmódot használnak:
- Moving (Mozgás): ebben a játékmódban a játékosnak lehetősége van az utcaképen mozogni, körbepásztázni és zoomolni is
- No Move (NM; Mozgás nélkül): ebben a játékmódban a játékosnak lehetősége van a helyszínen körbepásztázni és zoomolni is, de az utcaképen nem mozoghat
- No Move, Pan, Zoom (NMPZ; Mozgás, pásztázás, zoomolás nélkül): ebben a játékmódban a játékosnak egy darab statikus utcakép alapján kell tippelnie, nincs lehetősége mozogni, pásztázni és zoomolni sem

### Stratégia
A játékosok tippjét főként a közúti jelzőtáblák, az útburkolat és azon lévő jelek, a távvezetékek kinézete, a Nap relatív helyzetének meghatározása, a növényzet és a talajtípusok ismerete, valamint az egyes írásrendszerekre jellemző diakritikus jelek segítik.  A játékosok közössége különböző metákat, vagyis általánosan elfogadott hatékony stratégiákat alkalmaz a helyszínek megállapításához – például a ghánai helyszíneken a Google Utcaképet készítő autó egyedi abból a szempontból, hogy a tetőcsomagtartó jobb első rúdjának végén fekete ragasztószalag látható.

## Fordítás
- Ez a szócikk részben vagy egészben  a   GeoGuessr című angol Wikipédia-szócikk ezen változatának fordításán alapul.  Az eredeti cikk szerkesztőit annak laptörténete sorolja fel. Ez a jelzés csupán a megfogalmazás eredetét és a szerzői jogokat jelzi, nem szolgál a cikkben szereplő információk forrásmegjelöléseként.